# Olga Borová-Strejčková-Valoušková
Olga Borová-Strejčková-Valoušková v matrice Valloušková (28. března 1886 Jičín – 3. června 1975 Praha) byla česká hudební pedagožka a operní pěvkyně.

## Životopis
Její rodiče byli Antonin Valloušek, úředník na panství v Jičíněvsi a Johana Valloušková-Radoňová. Měla tři sourozence: Lauru Wallouškovou (30. 7. 1882), Bruno Vallouška a Arnolda Vallouška (27. 7. 1889). Provdala se 14. 9. 1912 v Drahorazi, za Jana Strejčka (pseudonym Bor). Měli spolu syny Vladimíra Bora (1915–2007) filmového a hudebního kritika a Jana Strejčka (1920–2004) režiséra.
Olga získala hudební vzdělání na Hudební škole u F. Spilky a O. Minera, u E. F. Buriana a L.V. Čelanského. V letech 1906–1913 zpívala v Národním divadle, kde později jen hostovala. K jejím nejlepším rolím zde patřily Gluckův Orfeus (Orfeus a Eurydika,1906) a Klytaimnestra v Straussově Elektře (1910); z českého repertoáru Radmila (Libuše), Panna Róza (Tajemství) a Veruna (V studni); naposledy ztvárnila Germainu při premiéře Jeremiášova Starého krále (1919).
Roku 1913 se v Berlíně a Mnichově zdokonalovala v technice zpěvu, v sezóně 1923–1924 hostovala v opeře v Lublani, kde spolupracovala s dirigentem Lovro von Matačičem. Od roku 1924 se věnovala koncertní činnosti, kdy ji doprovázel Jaroslav Jeremiáš a později Vladimír Polívka. Byla skvělou altistkou a jedinečnou interpretkou balad (Ostrčilovo Osiřelo dítě, Novákova Balada horská, Jeremiášovo Matčino srdce).
Od roku 1922 vyučovala téměř půl století soukromě zpěv, její nejslavnější žačkou byla Marta Krásová. V Praze XII bydlela na adrese Korunní 133.

## Dílo

### Ukázka
Aj, zlý to čas Archivováno 15. 11. 2022 na Wayback Machine. – V. Blodek: V studni

### Gramofonové desky
- Jak možno věřit: z opery „Prodaná nevěsta“ – Bedřich Smetana — Do vlasti naší zpět se vrátíme: z opery "Troubadour" – Giuseppe Verdi; zpěv Otakar Mařák a Olga Borová-Valoušková. Monarch Record Gramophone [1908–1914]
- Miserere: z opery „Troubadour“ – Giuseppe Verdi — Do vlasti naší zpět se vrátíme: z opery "Troubadour" – Giuseppe Verdi; zpěv Otakar Mařák, Kamila Ungrová a Olga Borová-Valoušková. Gramophone Monarch Record [1910–1918]